# Georges-Gustave de Palatinat-Veldenz
Georges-Gustave de Palatinat-Veldenz (allemand: Georg Gustav von Pfalz-Veldenz) (6 février 1564 – 3 juin 1634) est comte palatin de Palatinat-Veldenz de 1592 jusqu'à sa mort en 1634.

## Biographie
Georges-Gustave né en 1564 est le fils aîné de Georges-Jean Ier comte palatin de Veldenz. Son père meurt en 1592, et Georges-Gustave et ses frères cadets lui succèdent sous la régence de leur mère la princesse Anne de Suède file du roi Gustave Vasa.
En 1598 les quatre frères décident de partager leur patrimoine; Georges-Gustave reçoit le comté de Veldenz et le comté de Lauterecken pendant que ses jeunes frères obtiennent d'autres seigneuries : Jean Auguste, La Petite-Pierre (en allemand Lützelstein) ; Louis-Philippe, Guttenberg ; Georges Jean II, quelques domaines épars avant de recueillir l'héritage des puinés décédés, c'est-à-dire Guttenberg et Lützelstein.
En 1608, il fonde Lixheim comme refuge pour les Réformés, mais il doit vendre la nouvelle cité en 1623 au duc Henri II de Lorraine.  Il meurt en 1634 et il est inhumé à Remigiusberg (de) (Saint-Remigius).

## Mariage
Georges-Gustave épouse le 30 octobre 1586 Élisabeth de Wurtemberg (3 mars 1548 – 28 février 1592), fille du duc Christophe de Wurtemberg. Cette union reste stérile.
Georges-Gustave épouse ensuite Marie Élisabeth de Palatinat-Deux-Ponts (7 novembre 1581 – 18 août 1637), fille du duc Jean Ier de Deux-Ponts, le 17 mai 1601 et ils ont les enfants suivants :
1. Anne Magdeleine de Palatinat-Veldenz (19 mars 1602 – 20 août 1630) épouse de Henri Venceslas d'Œls-Bernstadt
2. Jean Frédéric de Palatinat-Veldenz (12 janvier 1604 – 30 novembre 1632)
3. Georges-Gustave de Palatinat-Veldenz (17 août 1605 – 17 septembre 1605)
4. Élisabeth de Palatinat-Veldenz (18 mars 1607 – 4 octobre 1608)
5. Charles Louis de Palatinat-Veldenz (5 février 1609 – 19 juillet 1631)
6. Wolfgang Guillaume de Palatinat-Veldenz (22 août 1610 – 27 janvier 1611)
7. Sophie Sybille de Palatinat-Veldenz (14 mars 1612 – 12 juillet 1616)
8. Marie Élisabeth de Palatinat-Veldenz (24 juin 1616 – 12 septembre 1649)
9. Marie Amélie de Palatinat-Veldenz (11 septembre 1621 – 10 décembre 1622)
10. Magdeleine Sophie de Palatinat-Veldenz (29 novembre 1622 – 14 août 1691)
11. Léopold-Louis de Palatinat-Veldenz